# فرانگولیان
فرانگولیان (زبان ارمنی: Ֆրանգուլյան), یکی از نام‌های خانوادگی رایج در میان ارمنیان می‌باشد.
- گئورگی فرانگولیان
- والودیا فرانگولیان
- ایوان فرانگولیان